# Camilla Lindberg
Camilla Lindberg, née le 28 décembre 1973, est une femme politique suédoise, membre du parti Les Libéraux.